# Sakura no shiori
Sakura no shiori (桜の栞? lett. "Segnalibro di ciliegio") è un brano musicale del gruppo di idol giapponesi AKB48, pubblicato come loro quindicesimo singolo il 17 febbraio 2010. Il brano è stato utilizzato come tema musicale del dorama televisivo Majisuka Gakuen, con Atsuko Maeda e molte altre componenti dell AKB48, delle SKE48 e delle SDN48.
Nella sua prima settimana, il singolo ha venduto 318 000 copie, la migliore settimana di apertura per un gruppo femminile, dai tempi di Mr. Moonlight (Ai no Big Band) delle Morning Musume, del 2001, e la migliore settimana di apertura per le AKB48. The song has been certified platinum for physical sales by the RIAJ.

## Tracce
CD "Tipo A"
1. Sakura no shiori (桜の栞) - 3:58
2. Majisuka Rock'n Roll (マジスカロックンロール) - 3:37
3. Enkyori Poster (遠距離ポスター) - 3:18
4. Sakura no shiori (Karaoke) - 3:58
5. Majisuka Rock'n Roll (Karaoke) - 3:37

Durata totale: 18:42
CD "Tipo B"
1. Sakura no shiori (桜の栞) - 3:58
2. Majisuka Rock'n Roll (マジスカロックンロール) - 3:37
3. Choose Me! - 4:04
4. Sakura no shiori (Karaoke) - 3:58
5. Majisuka Rock'n Roll (Karaoke) - 3:37

Durata totale: 19:27
CD "Tipo Theater"
1. Sakura no shiori (Karaoke) - 3:58
2. Majisuka Rock'n Roll (マジスカロックンロール) - 3:37
3. Enkyori Poster (遠距離ポスター) - 3:18
4. Choose Me! - 4:04

Durata totale: 14:57

## Classifiche
| Classifica (2010)                       | Posizione più alta |
| --------------------------------------- | ------------------ |
| Billboard Billboard Japan Hot 100       | 1                  |
| Oricon weekly singles                   | 1                  |
| RIAJ Digital Track Chart weekly top 100 | 15                 |